# Rola społeczna
Rola społeczna – zbiór oczekiwań wobec jednostki związany z posiadaniem określonego statusu społecznego. Jest to zespół praw i obowiązków wynikających z zajmowania pozycji społecznej. Każda rola posiada swoje nakazy, zakazy i wyznacza margines swobody. 
W ramach paradygmatu funkcjonalnego rola często jest używana alternatywnie z pojęciem funkcja. W ramach podejścia interpretatywistycznego rola ma charakter bardziej swobodny, określa zarówno zbiór oczekiwań, jak i twórczy wkład aktora. 
Każda osoba we współczesnym społeczeństwie odgrywa kilka ról społecznych. W niektórych sytuacjach role te mogą wchodzić ze sobą w konflikty. Konflikty mogą być minimalizowane poprzez odpowiedni dobór ról. Rola społeczna lekarza nie jest w pełni spójna z rolą np. matki (ze względu na wymiar czasowy pracy). Rola wojskowego nie jest w pełni spójna z rolą katolika.
Każda rola społeczna determinuje inne, jednakże role społeczne uporządkowane są w stosunku do roli kluczowej. Jeżeli w społeczeństwie ktoś zacznie sprawować rolę ucznia, to od kogoś innego społeczność zacznie oczekiwać roli nauczyciela.
Rola może wchodzić w konflikt z osobowością człowieka który ją sprawuje. Może być traktowana jako tymczasowa osobowość, wyobrażenie jednostki o sobie na użytek określonego kontekstu społecznego. 
Role, podobnie jak statusy społeczne, mogą mieć charakter przypisany i osiągany.
Człowiek przyjmuje postawę aktora, kiedy wykonuje sensowną czynność, wynikającą z przyjętych przez niego wartości, natomiast jest obserwatorem, kiedy dystansuje się od obserwowanych zjawisk i potrafi przyjąć różne punkty widzenia. Ta dychotomia wiąże się z innymi: liberalizm-konserwatyzm, subiektywność-obiektywność, bezkrytyczność-krytycyzm, rozwój-przetrwanie i inne.
Zaobserwowano istotne różnice w zachowaniu aktorów i obserwatorów nawet w ramach tych samych sytuacji. Aktor w wielu sytuacjach radzenia sobie z dylematami ma podejście bardziej konserwatywne i emocjonalne niż obserwator. Aktor koncentruje się na przewidywaniu zdarzeń i warunkach wystarczających do jego zajścia, co powoduje występowanie typowych błędów wnioskowania; przyjęcie postawy obserwatora pozwala na spełnianie wymogów racjonalności myślenia.